# Model kroplowy
Model kroplowy jądra atomowego – w fizyce jądrowej fenomenologiczny model jądra atomowego zaproponowany przez G. Gamowa i opracowany przez N. Bohra i J. A. Wheelera. Jest to opis jądra atomowego wychodzący z punktu widzenia fizyki klasycznej i operujący analogią jądra atomowego zbudowanego z nukleonów do kropli nieściśliwej cieczy zbudowanej z cząsteczek.
Z założeń tych wynika stała gęstość materii jądrowej.

## Rozmiar jądra
Przyjmując założenia modelu oraz dane doświadczalne określono, że nukleon jest kulką o promieniu rzędu 1 fm. Promień jądra atomowego może być określony przybliżoną zależnością:
{\displaystyle R=R_{0}A^{1/3},}
gdzie:
{\displaystyle A} – liczba masowa,
{\displaystyle R_{0}} = 1,2 fm.
Wynik obliczenia jest liczbą mniejszą niż 0,01% promienia atomu. Oznacza to, że gęstość materii w jądrze jest bilion razy większa od gęstości materii złożonej z gęsto upakowanych atomów, jak np. w ciałach stałych. 1 milimetr sześcienny nuklearnej materii miałby masę rzędu 200.000 Mg (ton). Gwiazda neutronowa jest zbudowana tak jak jądro atomowe, a więc materia w jej wnętrzu ma wspomnianą gęstość.

## Energia wiązania
Na założeniach modelu opracowano kilka wzorów opisujących zależność energii wiązania od liczby protonów i neutronów w jądrze atomowym. Podobnie jak własności kropli wynikające z oddziaływania cząsteczek, można wyrazić przez energię kropli wynikającą z jej makroskopowych parametrów takich jak gęstość i napięcie powierzchniowe. Energia wiązania jądra atomowego też powinna zależeć od wielkości jądra, jego powierzchni i jeszcze innych parametrów takich jak gęstość oraz rozkład ładunku elektrycznego. Model ten jest przydatny przy rozpatrywaniu rozszczepienia jądra atomowego oraz rozpadu dużych jąder (zawierających ponad 100 nukleonów z dużą ich liczbą w najbardziej zewnętrznej powłoce zob. model powłokowy), porównywanego do rozpadu kropli cieczy. W modelu kroplowym energia wiązania nukleonów w jądrze atomowym opisana jest przez następujące składniki:
- człon objętościowy (liniowa zależność energii od liczby masowej),
- człon powierzchniowy (zależność od powierzchni jądra),
- człon kulombowski (uwzględniający odpychanie się kulombowskie protonów),
- człon symetryczny (zanikający przy równej liczbie protonów i neutronów),
- człon łączenia w pary (uwzględniający tendencję do tworzenia się par nukleonów).

Składniki te opisuje równanie, w którym współczynniki składników wybrano, tak by odpowiadały danym doświadczalnym:
{\displaystyle E_{B}(MeV)=15{,}5A-16{,}8A^{2/3}-0{,}72Z^{2}/A^{1/3}-23(N-Z)^{2}/A\pm 34/A^{3/4},}
gdzie:
{\displaystyle A} – liczba masowa jądra atomowego,
{\displaystyle Z} – liczba porządkowa jądra atomowego.
Zależność energii wiązania od liczby masowej A jest ogólnie zgodna z zależnością uzyskaną doświadczalnie, ale występują liczne odchylenia.
Wykorzystanie tego modelu pozwala na rozpatrywanie właściwości jakościowych (podobnie jak statystyczny model Fermiego), lecz z uwagi na pomijanie indywidualnych zachowań nukleonów nie pozwala na przewidywanie poziomów jądrowych. Mówimy, że model ten skupia się na kolektywnych zachowaniach materii jądrowej jako cieczy jądrowej.
Innym modelem jest model powłokowy.